# آندونگ
آندونگ (به کره‌ای: 안동) (به انگلیسی: Andong) شهری در ایالت جئونسانگبوک-دو در کره‌جنوبی است.